# Cantón de Tourcoing-Sur
El cantón de Tourcoing-Sur era una división administrativa francesa, que estaba situada en el departamento de Norte y la región de Norte-Paso de Calais.

## Composición
El cantón estaba formado por una comuna, más una fracción de la comuna que le daba su nombre:
- Mouvaux
- Tourcoing (fracción)

## Supresión del cantón de Tourcoing-Sur
En aplicación del Decreto n.º 2014-167 de 17 de febrero de 2014, el cantón de Tourcoing-Sur fue suprimido el 22 de marzo de 2015 y sus 2 comunas pasaron a formar parte; una del nuevo cantón de Lille-2 y la fracción de la comuna que le daba su nombre se unió con las demás fracciones para que, por medio de una reestructuración cantonal, fueran creados los nuevos cantones de Tourcoing-1 y Tourcoing-2.